# Municipio de Harrellsville
El municipio de Harrellsville (en inglés: Harrellsville Township) es un municipio ubicado en el  condado de Hertford en el estado estadounidense de Carolina del Norte. En el año 2000 tenía una población de 1.524 habitantes.

## Geografía
El municipio de Harrellsville se encuentra ubicado en las coordenadas 36°17′57.28″N 76°48′2.62″O / 36.2992444, -76.8007278.